# おはようナイスキャッチ
『おはようナイスキャッチ』は、大分放送（OBS）で放送されているテレビ番組である。月曜日 - 金曜日の午前9時55分 - 10時24分に放送されている。

## 番組内容
2001年4月に「旬の生活情報を日替わりで伝える」をコンセプトに始まった。当初は以下のように曜日ごとに特色が分かれていた。
- 月曜日 - 街角探検の「ザ・ウォッチング」
- 火曜日 - 夢を抱いて明るく生きる人にポイントを置いた「笑顔が一番」
- 水曜日 - 様々なことに挑戦する「ザ・チャレンジ」
- 木曜日 - 「中継LIVE」
- 金曜日 - 「ブランド&ファッション」

その後、月曜日 - 水曜日に関しては内容が変化している。番組最後に「明日のあなたのこの時間もナ〜イスキャッチ!」という決め台詞とともに片手ガッツポーズのような動きがあり、現在も続けている。
2006年12月からオープニング映像が一新。豊後高田市出身のシンガーソングライター・今成佳奈がテーマ音楽を担当（シングル「Lovely Morning」として発売）。また、セットも以前はレンガ調の室内イメージだったが、シンプルな雰囲気に変わっている。

### これまでに放送した主な特集
大分の祭りシリーズ
大分県内の祭りに準備段階からリポーターが加わって体験するというもの。2006年11月から1年間月1回で放送。1年間の祭りシリーズをまとめた特別番組も放送された
豊後でビンゴ
大分県内のあるものを12 - 16箇所選び、ビンゴ形式で取材を行なう。佐藤と甲斐のコンビで勝負が行なわれる。お互いのフリップに数字がなければその場に行くのみとなる。
趣味ランガイド
これといった趣味を持たない甲斐美由紀の趣味を探そうという企画。特集最後に甲斐目線からその趣味を5段階評価する。

### ミニコーナー
- 新店さんいらっしゃい
- シネマキャッチ（月曜日）&シネマランキング（2015年4月-）
- あなたとナイスキャッチ（不定期）
- 食べごろです！（月1回）
- トキハ7階画廊（木曜日）
- 一枚の写真
- 市町村PR
- そうです!私が局長です

#### 以前あったミニコーナー
- ナイスな事情通リポート
- くじゅう花公園フラワーインフォメーション（火曜日、冬季休園時には休み）
- おおいたHOTファイル（火曜日、隔週）
- 東京ディズニーリゾート情報（火曜日、月1回）
- ハッピーレシピ（2011年現在、月1回特集として放送）

## 放送時間
- 番組開始当初：10時20分 - 10時45分（25分）[要出典]
- 2005年4月から2006年3月まで：9時55分 - 10時30分（35分）[要出典]
- 2006年4月：9時55分 - 10時20分（25分）[要出典]
- 2015年4月：9時55分 - 10時25分（30分）[要出典]
- 2017年12月時点：9時55分 - 10時19分（24分）[1]

## 現在・過去の出演者
- 賎川寛人（OBSアナウンサー）
- 三重野勝己（OBSアナウンサー）
- 荒谷有稀（OBSリポーター）
- 森迫麻衣（フリーアナウンサー）
- 岸原ちひろ（OBSラジオ トピッカー）

2022年4月現在

### 過去の司会者・リポーター
- 村津孝仁[3]
- 開うらら[要出典]
- 穴見涼子[要出典]
- 栗原彰子[要出典]
- 小野裕子[要出典]
- 甲斐美由紀[要出典]
- 米浜由圭[要出典]
- 佐藤康太[4]
- 松尾めぐみ[4]
- 吉田諭司[4]
- 久長美奈子[4]
- 志賀江梨子[4]
- 石川正史[5]
- 狩生真美[6]
- 武本靖子[6]
- 小村美記[7]
- 大久保愛理[7]
- 安元佳奈[8]
- 松永美咲[9]
- 小田崇之
- 飯倉寛子
- 成尾佳代
- 渡邉敬大
- 佐藤希生